# Luc Bihl
Luc Pierre Louis Charles Raphaël Bihl, né à Creutzwald le 26 novembre 1938 et mort à Coutances le 1er août 1997, est un avocat et écrivain français, pionnier du droit de la consommation.

## Biographie
Luc Bihl est le fils de Charles Bihl, ingénieur des mines, et d’Anne Willette, artiste peintre. Il est le petit-fils du peintre Adolphe Willette et l'arrière-petit-fils du colonel Henri-Léon Willette. Il est l’époux d’Anne Meunier, formatrice au droit de la consommation et de la distribution, dont il a deux enfants, Laurent Bihl et Agnès Bihl.
Il fait ses études au lycée Lakanal de Sceaux puis au lycée Dumont-d'Urville de Toulon. Il obtient son diplôme d’études supérieures en droit privé et de sciences criminelles puis son doctorat en droit à l'université Paris 1 Panthéon-Sorbonne. Avocat au barreau de Paris dès 1963, il est chargé de cours en 1971, puis membre de la Commission des clauses abusives en 1978 et de la Commission de refonte du droit de la consommation en 1981,. Il dirige la campagne de Michel Rocard pour les élections législatives de 1969 à Parly 2 et se présente en 1971 aux municipales comme tête de liste PSU.
Ardent défenseur de la cause des consommateurs,,, il est avocat-conseil de l’Institut national de la consommation à partir de janvier 1975,. Il est aussi l’avocat de l’Union fédérale des consommateurs - Que choisir et du Comité national contre le tabagisme. Il s’illustre notamment au procès des victimes du talc Morhange, en 1979, et il obtient surtout les premières victoires judiciaires sur le front de la lutte anti-tabac,. En 1995, il fait condamner la SNCF pour des retards répétés, puis à nouveau, en janvier 1997, pour non-respect des dispositions de la loi Évin dans les locaux de la gare de Lyon-Part-Dieu.
Il est l’auteur de nombreux ouvrages consacrés au droit de la consommation. Il signe également, sous le pseudonyme de Luc Willette – le nom de jeune fille de sa mère – des romans, essais et livres d’histoire. Il est chroniqueur judiciaire pigiste à 60 millions de consommateurs à partir d’août 1996.
Luc Bihl décède des suites d’un cancer pulmonaire au centre hospitalier de Coutances. Il est inhumé dans le cimetière de Boisroger , ; c’est dans cette localité que son grand-père maternel Adolphe Willette achète une propriété en 1900,.

## Œuvres
- Le droit des débits de boissons, Librairies techniques, 1969 (2e édition en 1974, 3e édition en 1979 et réédition par Litec en 1992)
- Le Contentieux de la Sécurité sociale et de la Mutualité sociale agricole, Librairies techniques, 1971
- Et la Montagne fleurira, Éditions Denoël, 1975 (réédition par Aubéron en 2001)
- Consommateur, défends-toi !, Éditions Denoël, 1976[24]
- Que brûlent les châteaux, Éditions Denoël, 1976
- Le maréchal Lannes : un d’Artagnan sous l’Empire, Librairie Académique Perrin, 1979 (2e édition en 1991)
- Les malheurs d’Ariane au pays de la consommation, Éditions Robert Laffont, 1982[25]
- Droit des hôtels, restaurants et campings, Librairies techniques, 1981
- Le tribunal révolutionnaire, Les erreurs judiciaires, Éditions Denoël, 1981
- Le coup d’État du 2 décembre 1851, Éditions Aubier, 1982[26]
- Une histoire du mouvement consommateur : mille ans de lutte, Éditions Aubier, 1984[27]
- Raoul Rigault : 25 ans, communard, chef de la police, Éditions Syros, 1984[28]
- Le droit de la vente (vente mobilière), Éditions Dalloz, 1986
- Le droit pénal de la consommation, Éditions Nathan, 1989
- Les enragés, Éditions Syros, 1989
- Les Nu-Pieds, Éditions Syros, 1991
- Adolphe Willette : Pierrot de Montmartre, Éditions de l’Armançon, 1991
- Consommateur, réveille-toi, Éditions Syros, 1992
- Longo Maï : vingt ans d’utopie communautaire, préface René Dumont et postface Pierre Magnan, Éditions Syros, 1993[29]
- Des tavernes aux bistrots : une histoire des cafés, Éditions l’Âge d’Homme, 1997

## Décorations
- Chevalier de l'ordre national du Mérite